# Ateuchus laevicolle
Ateuchus laevicolle là một loài bọ cánh cứng trong họ Bọ hung (Scarabaeidae).